# Tyto almae
La lechuza de Seram (Tyto almae) es una especie de ave strigiforme de la familia Tytonidae endémica de la isla de Ceram en Indonesia. Fue descrita científicamente 2013 y el nombre conmemora a Alma Jønsson, la hija de Knud Andreas Jønsson, uno de los investigadores que describió la especie.

## Descripción
La longitud del cuerpo es de 31 cm y el peso es de 540 gramos. Las partes superiores, incluidas las coberteras más altas, están cubiertas densa e irregularmente con manchas gris parduzco.